# هیبرن (داکوتای شمالی)
هیبرن(به انگلیسی: Hebron) شهری در ایالت داکوتای شمالی کشور ایالات متحده آمریکا است که جمعیت آن در سرشماری سال ۲۰۱۰ میلادی، ۷۴۷ نفر بوده‌است.